# Gran Premio di superbike di Pergusa 1989
Il Gran Premio di Superbike di Pergusa 1989 è stato disputato il 24 settembre sul Autodromo di Pergusa e ha visto la vittoria di Stéphane Mertens in gara 1, mentre la gara 2 è stata vinta da Raymond Roche.
Si è trattato dell'unica volta in cui il mondiale Superbike è stato ospitato sul circuito siciliano.

## Risultati

### Gara 1

#### Arrivati al traguardo[3]
| Pos. | Nº | Pilota               | Motocicletta | Tempo     | Griglia | Punti |
| ---- | -- | -------------------- | ------------ | --------- | ------- | ----- |
| 1º   | 4  | Stéphane Mertens     | Honda        | 36:46.901 | 5º      | 20    |
| 2º   | 1  | Fred Merkel          | Honda        | +0:01.005 | 2º      | 17    |
| 3º   | 2  | Fabrizio Pirovano    | Yamaha       | +0:37.009 | 8º      | 15    |
| 4º   | 55 | Baldassarre Monti    | Ducati       | +0:43.824 | 4º      | 13    |
| 5º   | 21 | Anders Andersson     | Yamaha       | +0:49.802 | 7º      | 11    |
| 6º   | 19 | Jari Suhonen         | Yamaha       | +0:53.662 | 9º      | 10    |
| 7º   | 36 | Patrick Igoa         | Kawasaki     | +0:53.959 | 10º     | 9     |
| 8º   | 3  | Davide Tardozzi      | Bimota       | +1:02.337 | 11º     | 8     |
| 9º   | 5  | Marco Lucchinelli    | Ducati       | +1:08.743 | 13º     | 7     |
| 10º  | 81 | Piergiorgio Bontempi | Honda        | +1:40.053 | 20º     | 6     |
| 11º  | 51 | Árpád Harmati        | Honda        | +1:41.077 | 12º     | 5     |
| 12º  | 61 | Corrado Manici       | Ducati       | +1:46.729 | 23º     | 4     |
| 13º  | 58 | Aldeo Presciutti     | Yamaha       | +1 giro   | 21º     | 3     |
| 14º  | 14 | Silvano Ricchetti    | Honda        | +1 giro   | 25º     | 2     |
| 15º  | 78 | Emanuele Battaglia   | Yamaha       | +1 giro   | 28º     | 1     |
| 16º  | 62 | Adriano Narducci     | Honda        | +1 giro   | 26º     |       |
| 17º  | 59 | Salvo Pennisi        | Honda        | +2 giri   | 31º     |       |
| 18º  | 65 | Sebastiano Zerbo     | Yamaha       | +2 giri   | 30º     |       |
| 19º  | 72 | Antonio Mancuso      | Suzuki       | +3 giri   | 29º     |       |

#### Ritirati
| Nº | Pilota              | Motocicletta | Giri     | Griglia |
| -- | ------------------- | ------------ | -------- | ------- |
| 39 | Giorgio Cantalupo   | Ducati       | +7 giri  | 19º     |
| 76 | Mike Baldwin        | Bimota       | +12 giri | 3º      |
| 77 | Giancarlo Falappa   | Bimota       | +14 giri | 1º      |
| 26 | Marino Fabbri       | Bimota       | +15 giri | 18º     |
| 16 | Christophe Bouheben | Kawasaki     | +16 giri | 14º     |
| 35 | Oscar La Ferla      | Yamaha       | +18 giri | 16º     |
| 27 | Raymond Roche       | Ducati       | +19 giri | 6º      |
| 37 | Alois Hager         | Honda        | +19 giri | 32º     |
| 15 | Mauro Ricci         | Kawasaki     | +21 giri | 22º     |
| 29 | René Rasmussen      | Suzuki       | +21 giri | 15º     |
| 46 | Marco Dall'Aglio    | Yamaha       | +21 giri | 17º     |

### Gara 2

#### Arrivati al traguardo[4]
| Pos. | Nº | Pilota               | Motocicletta | Tempo     | Griglia | Punti |
| ---- | -- | -------------------- | ------------ | --------- | ------- | ----- |
| 1º   | 27 | Raymond Roche        | Ducati       | 36:54.615 | 6º      | 20    |
| 2º   | 1  | Fred Merkel          | Honda        | +0:05.840 | 2º      | 17    |
| 3º   | 55 | Baldassarre Monti    | Ducati       | +0:06.240 | 4º      | 15    |
| 4º   | 2  | Fabrizio Pirovano    | Yamaha       | +0:32.405 | 8º      | 13    |
| 5º   | 19 | Jari Suhonen         | Yamaha       | +0:32.811 | 9º      | 11    |
| 6º   | 36 | Patrick Igoa         | Kawasaki     | +0:33.261 | 10º     | 10    |
| 7º   | 4  | Stéphane Mertens     | Honda        | +0:40.757 | 5º      | 9     |
| 8º   | 16 | Christophe Bouheben  | Kawasaki     | +0:57.288 | 14º     | 8     |
| 9º   | 26 | Marino Fabbri        | Bimota       | +0:57.656 | 18º     | 7     |
| 10º  | 46 | Marco Dall'Aglio     | Yamaha       | +1:11.445 | 17º     | 6     |
| 11º  | 51 | Árpád Harmati        | Honda        | +1:16.874 | 12º     | 5     |
| 12º  | 81 | Piergiorgio Bontempi | Honda        | +1:21.097 | 20º     | 4     |
| 13º  | 58 | Aldeo Presciutti     | Yamaha       | +1:28.531 | 21º     | 3     |
| 14º  | 61 | Corrado Manici       | Ducati       | +1:28.725 | 23º     | 2     |
| 15º  | 35 | Oscar La Ferla       | Yamaha       | +1:38.943 | 16º     | 1     |
| 16º  | 15 | Mauro Ricci          | Kawasaki     | +1:39.899 | 22º     |       |
| 17º  | 39 | Giorgio Cantalupo    | Ducati       | +1:40.202 | 19º     |       |
| 18º  | 14 | Silvano Ricchetti    | Honda        | +1 giro   | 25º     |       |
| 19º  | 59 | Salvo Pennisi        | Honda        | +2 giri   | 31º     |       |
| 20º  | 65 | Sebastiano Zerbo     | Yamaha       | +2 giri   | 30º     |       |
| 21º  | 72 | Antonio Mancuso      | Suzuki       | +2 giri   | 29º     |       |

#### Ritirati
| Nº | Pilota             | Motocicletta | Giri     | Griglia |
| -- | ------------------ | ------------ | -------- | ------- |
| 21 | Anders Andersson   | Yamaha       | +7 giri  | 7º      |
| 3  | Davide Tardozzi    | Bimota       | +13 giri | 11º     |
| 76 | Mike Baldwin       | Bimota       | +14 giri | 3º      |
| 78 | Emanuele Battaglia | Yamaha       | +18 giri | 28º     |
| 29 | René Rasmussen     | Suzuki       | +20 giri | 15º     |
| 37 | Alois Hager        | Honda        | +20 giri | 32º     |